# 卢瓦尔河地区大区
卢瓦尔河地区大区（法語：Pays-de-la-Loire，法語發音：[pe.i də la lwaʁ] ⓘ）是法国西部一個大區，西鄰大西洋，处于卢瓦尔河下游和及河口地区，法国大革命时期曾是保皇派叛乱的重要区域。它是1950年代创建的大区之一，作为其首府的影响区，南特是少数所谓的“平衡大都会”（métropolesd'équilibre）之一。面积32,082平方公里，人口3,222,061。下轄大西洋盧瓦爾省（44）、曼恩-盧瓦爾省（49）、馬耶訥省（53）、薩爾特省（72）、旺代省（85）。
其首府是南特。

## 地理

### 行政区划
| 编号 | 省份                | 省会         | 区 | 县 | 市镇 |
| ---- | ------------------- | ------------ | -- | -- | ---- |
| 44   | 卢瓦尔-大西洋省（Loire-Atlantique） | 南特         | 3  | 31 | 208  |
| 49   | 曼恩-卢瓦尔省（Maine-et-Loire）   | 昂热         | 4  | 21 | 177  |
| 53   | 马耶讷省（Mayenne）        | 拉瓦勒       | 3  | 17 | 242  |
| 72   | 萨尔特省（Sarthe）        | 勒芒         | 3  | 21 | 360  |
| 85   | 旺代省（Vendée）          | 永河畔拉罗什 | 3  | 17 | 258  |

## 主要城市
卢瓦尔河地区最大的城市是南特，这是法国人口第六多的城市，拥有29万人（城市）和大约90万都市区人口。
昂热是该地区的另一个大都市。 它拥有约40万人口，是法国西北部第三大就业提供者，仅次于南特和雷恩。